# گوستا اوسبرینک
گوستا اوسبرینک (انگلیسی: Gösta Åsbrink; ۱۸ نوامبر ۱۸۸۱ – ۱۹ آوریل ۱۹۶۶) ورزشکار پنج‌گانه مدرن و ژیمناست اهل سوئد بود.
وی در مسابقات کشوری و بین‌المللی در مجموع برندهٔ ۱ مدال طلا، ۱ مدال نقره شده است.